# Викхофф, Яннес
Яннес Лука Викхофф (нем. Jannes Luca Wieckhoff; род. 2 августа 2000, Германия) — немецкий футболист, защитник нидерландского клуба «Хераклес».

## Клубная карьера
Викхофф — воспитанник клубов «Гамбург» и «Санкт-Паули». 21 сентября 2020 года в матче против «Бохума» Яннес дебютировал в составе последних. 27 сентября в поединке против «Хайденхайма» он забил первый гол за «пиратов».
Летом 2023 года перешёл в «Хераклес», подписав контракт на три года. 22 октября против «Твенте» защитник провёл первый матч за новый клуб.